# IC 91
IC 91 је спирална галаксија у сазвјежђу Кит која се налази на листи објеката дубоког неба у Индекс каталогу.
Деклинација објекта је + 2° 33' 15" а ректасцензија 1h 18m 39,4s. Привидна величина (магнитуда) објекта IC 91 износи 15,7 а фотографска магнитуда 16,5. IC 91 је још познат и под ознакама NPM1G +02.0052, PGC 1230543.